# Curtea (okręg Vâlcea)
Curtea – wieś w Rumunii, w okręgu Vâlcea, w gminie Popești. W 2011 roku liczyła 282 mieszkańców.